# Christína Papadáki
Christína Papadáki (Atenas, 24 de fevereiro de 1973) é uma ex-tenista profissional grega.